# Osiedle Młodości
Osiedle Młodości – zabytkowe osiedle w Krakowie wchodzące w skład Dzielnicy XVIII Nowa Huta, niestanowiące jednostki pomocniczej niższego rzędu w ramach dzielnicy. Zlokalizowane jest pomiędzy aleją Jana Pawła II, ulicą Klasztorną, ulicą Wacława Sieroszewskiego i osiedlem Na Skarpie. Jest to najmniejsze i jedno z najstarszych osiedli Nowej Huty. Pierwotnie było to osiedle hoteli robotniczych budowniczych Nowej Huty. Znajdowały się tutaj także biura, stołówka, punkty usługowe.
Obecnie na osiedlu znajdują się różne punkty usługowe, Biblioteka Kraków flilia 54 (os. Młodości 8), przychodnia nefrologiczna, stacja dializ (os. Młodości 11).

## Położenie
Na wschód od osiedla mieści się Stadion Miejski Hutnik Kraków. Przy ul. Klasztornej znajduje się Opactwo Cystersów oraz zabytkowa willa Rogozińskich wraz z przylegającym parkiem, a przy ul. W. Sieroszewskiego Szpital Specjalistyczny im. S. Żeromskiego.

## Komunikacja
Do osiedla można dotrzeć tramwajami kursującymi z Placu Centralnego im. Ronalda Reagana w stronę pętli Kopiec Wandy i Pleszów. Przy Alei Jana Pawła II znajdują się przystanki tramwajowe i autobusowe Klasztorna. Natomiast od strony parku przy ulicy Klasztornej znajduje się przystanek autobusowy Sieroszewskiego.

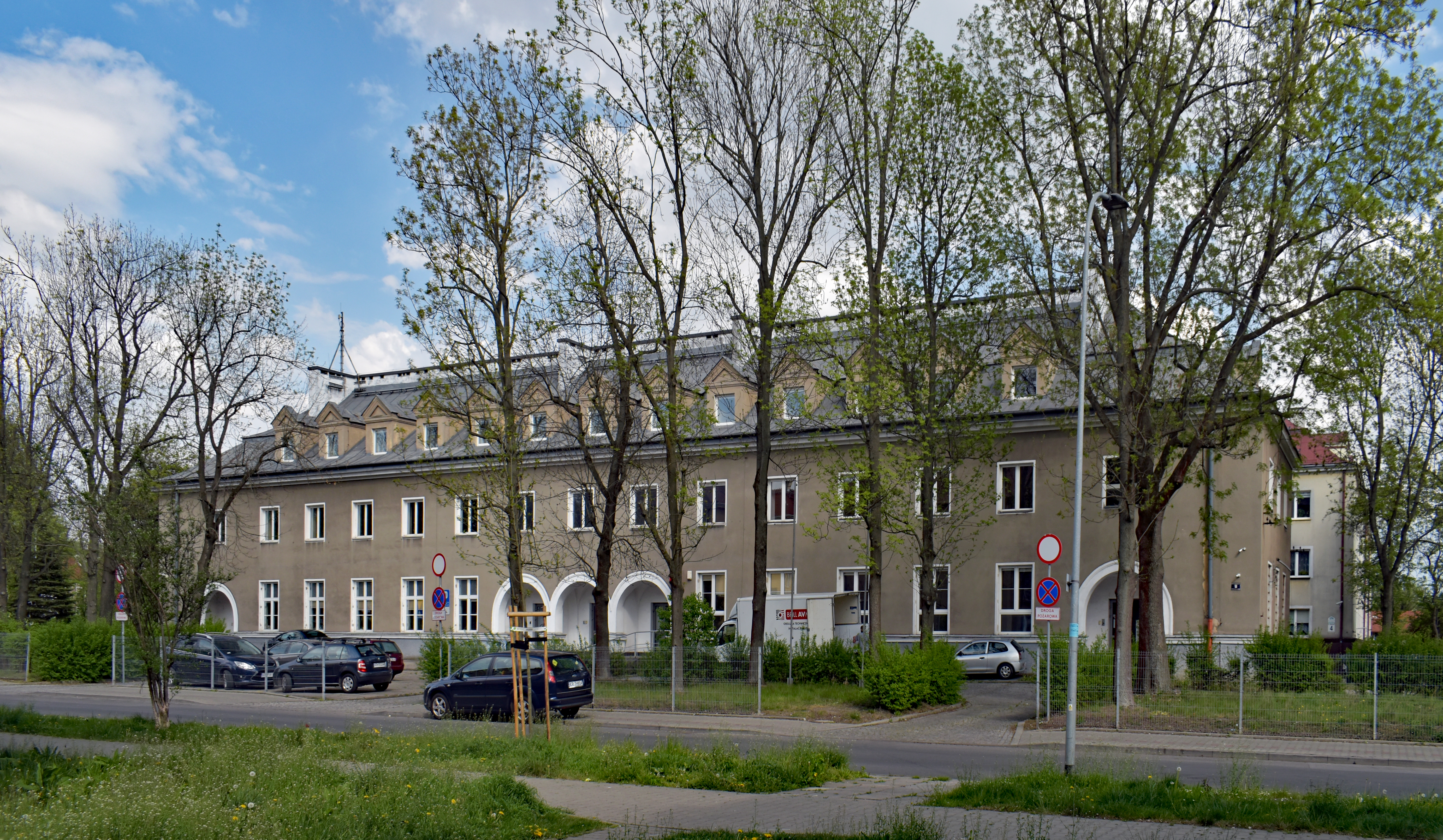
Biurowiec i stołówka, os. Młodości 1.
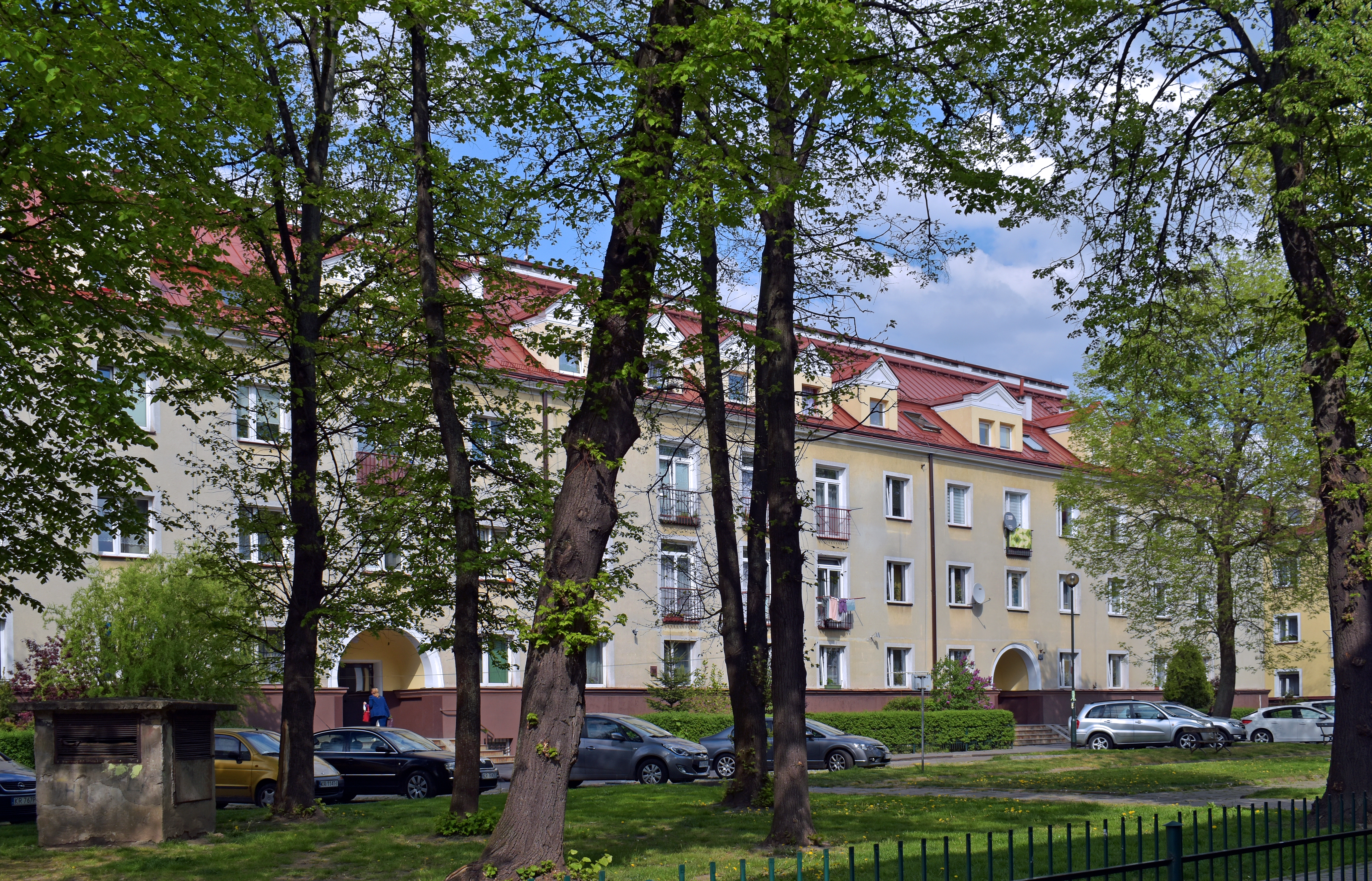
Blok mieszkalny, dawny hotel robotniczy, os. Młodości 2.
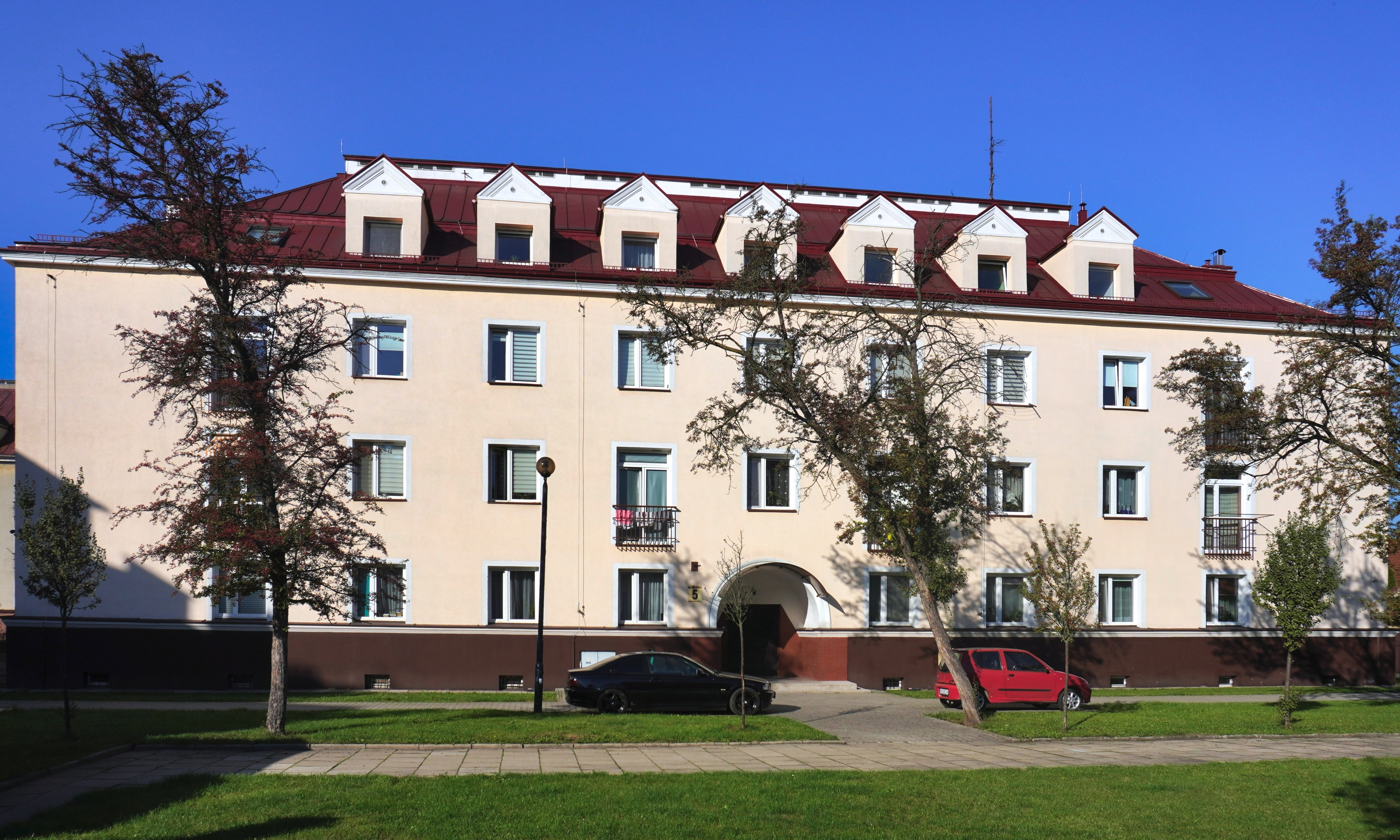
Blok mieszkalny, os. Młodości 5.